# Pío Pico
Pío de Jesús Pico més comunament conegut com a Pío Pico va ser l'últim governador mexicà de l'Alta Califòrnia. Va néixer a la Missió de Sant Gabriel, Califòrnia el 5 de maig de 1801 morint l'11 de setembre de 1894 a Los Angeles a la llar de la seva filla Joaquima Píco Moreno.
Va tenir 3 nacionalitats, va néixer sent crioll pel que va ser ciutadà espanyol de la Nova Espanya, posteriorment ciutadà mexicà amb drets polítics i ciutadà nord-americà, segons les lleis de l'estat de Califòrnia vigents en aquella època.
El 1832 va ser vocal propietari de l'Assemblea de Los Angeles, aquell mateix any va ser elegit Cap Polític de la població però només per 20 dies. Va ser candidat a Alcalde el desembre de 1834, però va perdre les eleccions. Entre 1837 i 1839 va estar en contra del Governador Alvarado pel que va ser arrestat en més d'una ocasió. El 1844 va ser elegit representant dels vocals propietaris a l'Assemblea de les Califòrnies.
L'any de 1845, després d'una revolta que va finalitzar a la batalla de Cahuenga, va dimitir el governador Manuel Micheltorena, i Píco va assumir el càrrec de Governador de l'Alta Califòrnia.
A Pío Pico li va tocar el període de la guerra entre Mèxic i els Estats Units, temps en què Mèxic va perdre la meitat del seu territori mitjançant el Tractat de Guadalupe-Hidalgo signat el 1848. L'any abans de la guerra, Pío Pico va intentar posar l'Alta Califòrnia sota la protecció de Gran Bretanya. Els Anglesos estaven disponibles al propòsit, però l'arribada del comodor John D. Sloat a la capital de Monterrey el 7 de juliol de 1846 va impossibilitar aquesta iniciativa.
L'Alta Califòrnia va ser traspassada als Estats Units com a estat de Califòrnia. El 1846 quan les tropes nord-americanes van ocupar la ciutat de Los Angeles (ciutat que Pío Pico havia declarat com la capital de l'estat) i San Diego, Pío Pico, ciutadà mexicà, va marxar a Mèxic, a la Baixa Califòrnia on va viure fins a 1848.
Un cop acabada la guerra i incorporada l'Alta Califòrnia als Estats Units, Pico va tornar a residir a Los Angeles.
Va formar un important capital gràcies al seu treball com a Comerciant, va ser per un temps un dels homes més rics de la vella Califòrnia, a San Diego va ser propietari de ranxos entre els quals destaquen Rancho Santa Margarita i Rancho Las Flores.
A Los Angeles va construir la casa que després s'anomenaria Casa de Píco sobre l'avui carrer Olvera, aquesta construcció amb el temps arribaria a ser un dels primers i més importants hotels de la ciutat. Va adquirir al voltant de 1850 el Rancho Paso de Bartolo Viejo dels hereus de Juan Cristina Pérez. Allí va construir la seva residència el 1852 en la qual va viure fins a 1892.